# Sertanense FC

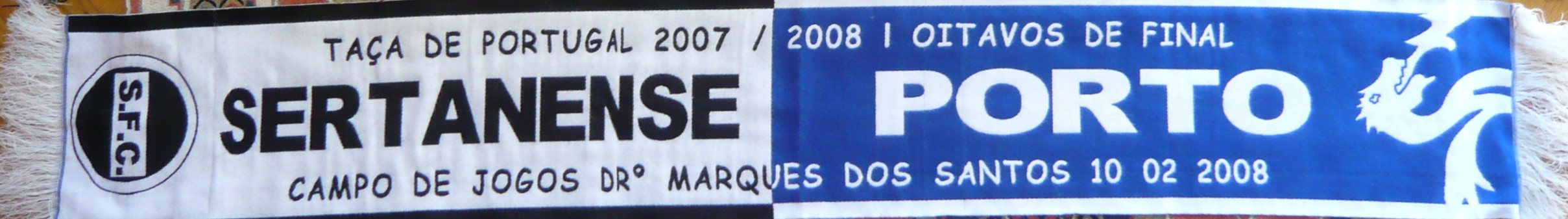
Eșarfă comemorând meciul dintre FC Porto și Sertanense din Taça de Portugal, din 2008, câștugat de Porto cu 4–0

Sertanense Futebol Clube este un club de fotbal portughez din orașul Sertã. Clubul a fost fondat în 1934 sub denumirea de Sertanense Foot-ball Club de către Casimiro Farinha. În prezent echipa evolueză în a treia divizie portugheză și susține meciurile de acasă pe Campo de Jogos Dr. Marques Santos. Președintele clubului este Paulo Jorge Costa Farinha (Filho').

## Istoric evoluții
| Sezon   | Nivel     | Divizie          | Secție    | Loc | Mișcări      |
| ------- | --------- | ---------------- | --------- | --- | ------------ |
| 2000–01 | Nivelul 4 | Terceira Divisão |           | 11  |              |
| 2001–02 | Nivelul 4 | Terceira Divisão |           | 2   | Promovare    |
| 2002–03 | Nivelul 3 | Segunda Divisão  |           | 17  | Retrogradare |
| 2003–04 | Nivelul 4 | Terceira Divisão |           | 14  |              |
| 2004–05 | Nivelul 4 | Terceira Divisão |           | 12  |              |
| 2005–06 | Nivelul 4 | Terceira Divisão |           | 10  |              |
| 2006–07 | Nivelul 4 | Terceira Divisão |           | 4   |              |
| 2007–08 | Nivelul 4 | Terceira Divisão |           | 3   | Promovare    |
| 2008–09 |           | Terceira Divisão |           | 1   | Promovare    |
| 2010–11 | Nivelul 3 | Segunda Divisão  | Série Sul |     |              |